# Moye

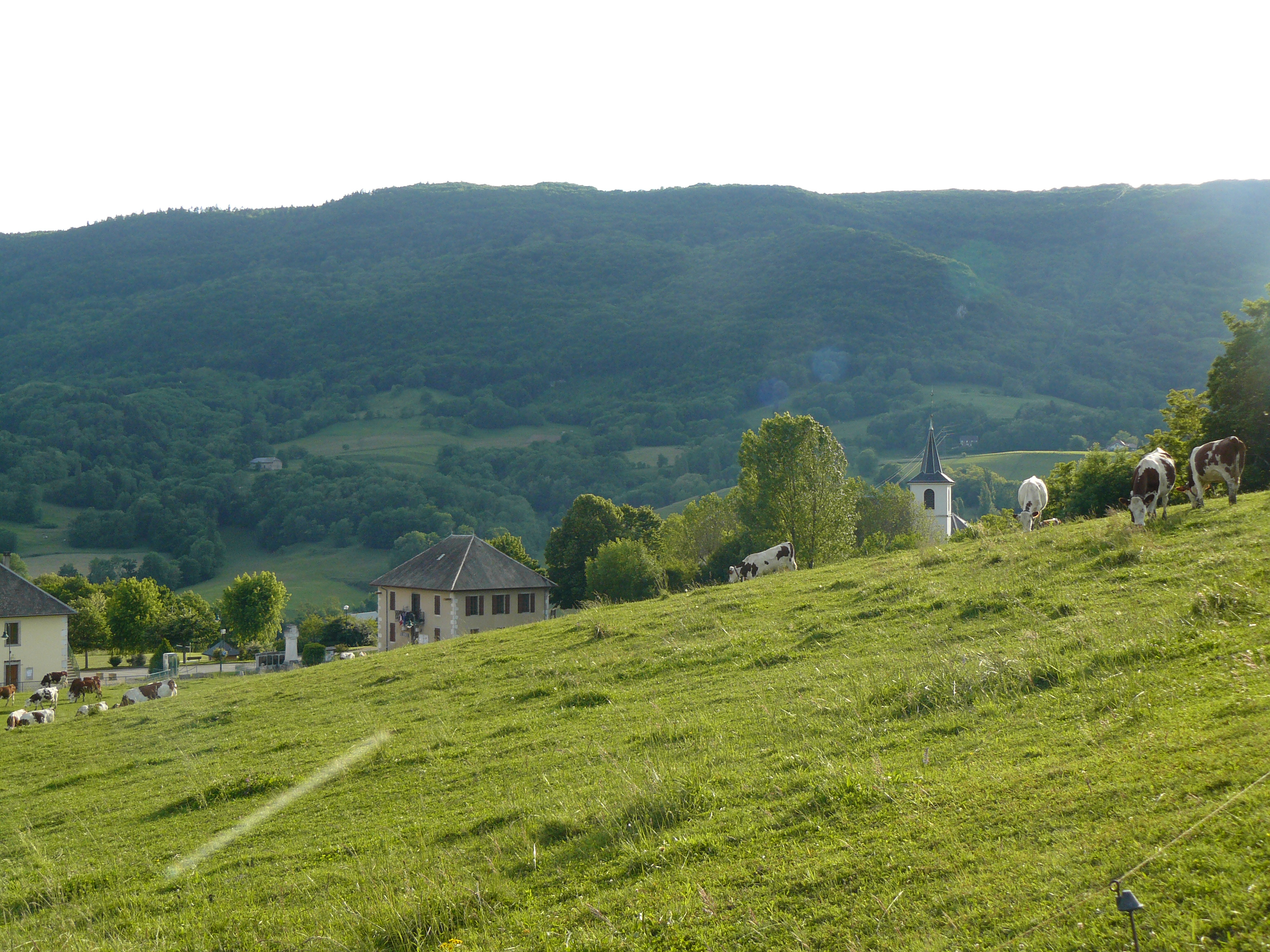
Mairie und Kirche von Moye (2014)

Moye ist eine französische Gemeinde im Département Haute-Savoie in der Region Auvergne-Rhône-Alpes.

## Geographie
Moye liegt auf 472 m, in der Nähe von Rumilly, etwa 17 Kilometer westlich der Stadt Annecy (Luftlinie). Das Bauerndorf erstreckt sich im nördlichen Albanais, auf einem Hügelrücken zwischen den Tälern von Fier und Parmand, am Ostfuß der Montagne du Gros Foug.
Die Fläche des 23,80 km² großen Gemeindegebiets umfasst einen Abschnitt des Albanais. Der östliche, flachere Gemeindeteil wird von einem Hügelrücken eingenommen, der sich zwischen der Mulde von Rumilly respektive dem Tal des Fier einerseits und dem Tal des Parmand andererseits erhebt. Der Parmand fließt in einem Muldental parallel zum Ostfuß der Montagne du Gros Foug und mündet in den Fier. Vom Parmand erstreckt sich das Gemeindeareal weiter westwärts über einen durch Tälchen und Vorsprünge gekennzeichneten Hang bis auf den breiten, dicht bewaldeten Kamm der Montagne du Gros Foug. Hier wird mit 1044 m die höchste Erhebung von Moye erreicht. Ganz im Süden reicht das Gebiet bis in das Tal der Nephe (linker Zufluss des Chéran).
Zu Moye gehören neben dem eigentlichen Ortskern auch zahlreiche Weilersiedlungen und Gehöfte, darunter: 
- Vessy (470 m) auf einem Vorsprung am Ostfuß der Montagne du Gros Foug
- Nivellard (520 m) am Ostabhang der Montagne du Gros Foug
- Liennet (419 m) im Tal des Parmand
- Magny (460 m) am Ostabhang der Montagne du Gros Foug
- Pressy (450 m) am Hang östlich des Parmand
- La Roche (460 m) am Hang westlich des Parmand
- Marcellex (480 m) am Hang westlich des Parmand
- Poisu (450 m) auf der Höhe zwischen Parmand und Chéran
- Salongy (530 m) am Hang westlich des Parmand
- Le Villard (570 m) am Ostfuß der Montagne du Gros Foug
- Bessine (572 m) am Ostabhang der Montagne du Gros Foug

Nachbargemeinden von Moye sind Lornay im Norden, Vallières-sur-Fier und Rumilly im Osten, Massingy und Cessens im Süden sowie Ruffieux und Serrières-en-Chautagne im Westen.

## Sehenswürdigkeiten
Die Dorfkirche von Moye wurde 1837 errichtet. In verschiedenen Weilern befinden sich Kapellen, darunter die Kapelle Notre-Dame-du-Sacré-Cœur (1833) in Poisu. Auf dem Gemeindegebiet gibt es mehrere Schlösser und Herrschaftshäuser, beispielsweise das ehemalige Château de la Palud (heute ein Landwirtschaftsbetrieb), das Château de Novery und die Schlösser von Montprovent und Mossières. Bei Saint-Ours bestand im Mittelalter ein Priorat.

## Bevölkerung
| Jahr                       | 1962 | 1968 | 1975 | 1982 | 1990 | 1999 | 2004 |
| Einwohner                  | 717  | 630  | 535  | 640  | 697  | 849  | 990  |
| Quellen: Cassini und INSEE |      |      |      |      |      |      |      |

Mit 963 Einwohnern (Stand 1. Januar 2022) gehört Moye zu den kleinen Gemeinden des Département Haute-Savoie. Im Verlauf des 19. und 20. Jahrhunderts nahm die Einwohnerzahl aufgrund starker Abwanderung kontinuierlich ab (1861 wurden in Moye noch 1265 Einwohner gezählt). Seit Beginn der 1980er Jahre wurde jedoch wieder eine deutliche Bevölkerungszunahme verzeichnet.

## Wirtschaft und Infrastruktur
Moye war bis weit ins 20. Jahrhundert hinein ein vorwiegend durch die Landwirtschaft geprägtes Dorf. Daneben gibt es heute verschiedene Betriebe des lokalen Kleingewerbes. Viele Erwerbstätige sind Wegpendler, die in den größeren Ortschaften der Umgebung, insbesondere im Raum Annecy ihrer Arbeit nachgehen.
Die Ortschaft liegt abseits der größeren Durchgangsstraßen. Die Hauptzufahrt erfolgt von Rumilly. Weitere Straßenverbindungen bestehen mit Lornay und Cessens. Der nächste Anschluss an die Autobahn A41 befindet sich in einer Entfernung von rund 12 km.